# Гай Помпоний Камерин
Гай Помпоний Камерин (лат. Gaius Pomponius Camerinus) — римский политический деятель и сенатор первой половины II века.
Камерин происходил, предположительно, из Италии, где когномен «Камерин» был наиболее распространенным. Он, возможно, был потомком консула-суффекта 98 года Гая Помпония Пия или консула-суффекта того же года Гай Помпония Руфа. В 138 году Камерин занимал должность ординарного консула вместе с Каном Юнием Нигером.